# Dudnienie

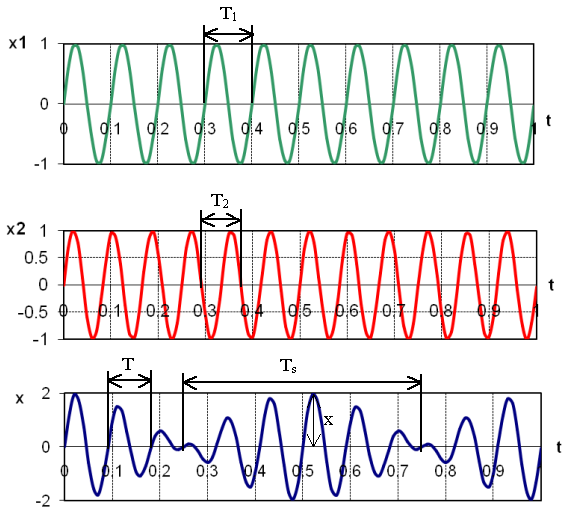
Przykładowy przebieg dudnienia (krzywa niebieska) jako złożenie fal o okresach T_{1} i T_{2}.

Dudnienie – okresowe zmiany amplitudy drgania wypadkowego powstałego ze złożenia dwóch drgań o zbliżonych częstotliwościach. Obserwuje się je dla wszystkich rodzajów drgań, w tym i wywołanych falami.
W roku 1955 A.T. Forrester, R.A. Gudmundsen i P.O. Johnson obserwowali dudnienie światła pochodzącego z dwóch niezależnych źródeł światła widzialnego o prawie identycznej częstotliwości. Uzyskano częstotliwość dudnień w zakresie mikrofal.
Przykłady występowania:
- dudniący dźwięk powstający ze złożenia dwóch dźwięków źle zestrojonych instrumentów muzycznych;
- dźwięk (drgania) powstający ze złożenia dźwięku odbieranego bezpośrednio i odbitego od poruszającej się powierzchni (wskutek zjawiska Dopplera dźwięk odbity od ruchomej powierzchni jest odbierany jako dźwięk o zmienionej częstotliwości).

Za dudnienie uznaje się także okresowe zmiany amplitudy drgań w układzie dwóch słabo sprzężonych oscylatorów.

## Dudnienie drgań harmonicznych
W przypadku dwóch drgań harmonicznych o częstościach {\displaystyle \omega _{1},} {\displaystyle \omega _{2}} i jednakowej amplitudzie, przebieg drgań można opisać funkcjami:
{\displaystyle \psi _{1}=A\,\sin(\omega _{1}t),}
{\displaystyle \psi _{2}=A\,\sin(\omega _{2}t).}
Przebieg powstały w wyniku dodania tych drgań:
{\displaystyle \psi =\psi _{1}+\psi _{2}}
z sumowania funkcji trygonometrycznych wynika:
{\displaystyle \psi =A\left[\sin(\omega _{1}t)+\sin(\omega _{2}t)\right]=2\,A\;\cos \!\left({\frac {\omega _{1}t\!-\!\omega _{2}t}{2}}\right)\,\sin \!\left({\frac {\omega _{1}t\!+\!\omega _{2}t}{2}}\right)}
lub po wprowadzeniu nowych oznaczeń:
{\displaystyle \psi =2\,A\;\cos(\omega _{m}t)\;\sin(\omega _{w}t),}
gdzie:
{\displaystyle \omega _{m}={\frac {\omega _{1}-\omega _{2}}{2}},}
{\displaystyle \omega _{w}={\frac {\omega _{1}+\omega _{2}}{2}}.}
Powstające w wyniku złożenia drganie można traktować jako drganie, którego częstość jest równa średniej arytmetycznej częstości drgań składowych, zaś amplituda zmienia się znacznie wolniej, co można ująć matematycznie:
{\displaystyle \psi =B(t)\,\sin(\omega _{w}t),}
gdzie:
{\displaystyle B(t)=2A\,\cos(\omega _{m}t).}
Funkcja {\displaystyle B(t)} przyjmuje na przemian wartości dodatnie i ujemne. Jej wartość bezwzględna {\displaystyle |B(t)|} nosi nazwę obwiedni; jest to funkcja zmieniająca się z częstością {\displaystyle 2\,\omega _{m},} a zatem równą różnicy częstości składanych drgań (nie zaś połowie tej różnicy).
Efektem fizycznym opisanego sumowania drgań jest to, że zachowują one swój szybkooscylujący charakter (z częstością {\displaystyle \omega _{w}}), a przy tym ich obwiednia zmienia się powoli w czasie, co dla dźwięku oznacza słyszalną, pulsacyjną modulację głośności z częstością {\displaystyle 2\,\omega _{m}.}

## Wybrane zastosowania

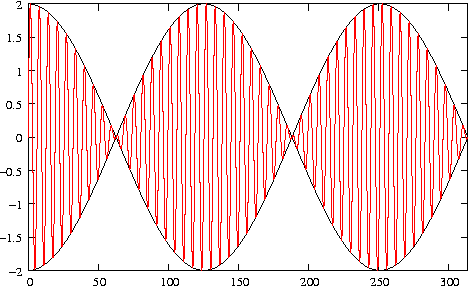
Wykres sumy funkcji sin(x) i sin(0,95x), z zaznaczoną (kolor czarny) obwiednią o postaci 2 cos(0,025x)

Efekt dudnień jest wykorzystywany do:
- strojenia instrumentów muzycznych, ponieważ im dwie częstotliwości są sobie bliższe, tym dudnienie jest wyraźniejsze i znika dopiero przy idealnym dobraniu częstotliwości;
- zmiany częstości odbieranych drgań w odbiornikach fal radiowych (superheterodyna z mieszaczem);
- określania częstotliwości drgań lub fal poprzez sumowanie fali odebranej i wzorcowej, stosowane np. w radarach dopplerowskich;
- uzyskiwania tzw. różnicowych współtonów kombinacyjnych – popularny „bas akustyczny” w organach: współbrzmienie głosu 16′ i 10 2/3′ daje złudzenie głosu 32′.